# Africa Must Be Free By 1983 Dub
Africa Must Be Free By 1983 Dub – drugi album studyjny Hugh Mundella, jamajskiego wykonawcy muzyki reggae.
Płyta została wydana w roku 1979 przez należącą do Augustusa Pablo wytwórnię Rockers International Records. Znalazły się na niej zdubowane wersje piosenek z wydanego rok wcześniej krążka Africa Must Be Free By 1983. Miksu utworów dokonał w słynnym studiu King Tubby'ego Prince Jammy.
Album doczekał się kilku reedycji, z których najbardziej znana jest kompilacja Africa Must Be Free By 1983 / Africa Dub, wydana już na płycie CD przez Greensleeves Records w roku 1990.

## Lista utworów

### Strona A
1. "Unity Dub"
2. "Africa Dub"
3. "My Mind Dub"
4. "Western Kingston Style"

### Strona B
1. "Levi Dub"
2. "Revolution Dub"
3. "Judgement Dub"
4. "Sufferer Dub"